# Kazimierz Lew Sapieha (1609-1656)
Pour les articles homonymes, voir Kazimierz Sapieha et Sapieha.
Kazimierz Lew Sapieha, né le 15 juillet 1609 à Vilnius, mort le 19 janvier 1656, magnat de Pologne-Lituanie, membre de la famille Sapieha, grand greffier de Lituanie et secrétaire royal (1631), maréchal de la Cour de Lituanie (1637), vice-chancelier de Lituanie (1645).

## Biographie
Kazimierz Lew Sapieha est le fils Lew Sapieha et de Halaszka Radziwiłł.
Après des études à l'université de Vilnius, il est envoyé en 1621 avec son frère Krzysztof pour étudier à Munich et à Ingolstadt. En 1624, les deux frères sont atteints de tuberculose, ce qui entraîne leur retour au pays. Après un court traitement, en 1627, ils retournent en Europe occidentale, cette fois à l'université de Louvain. Ils passent le reste de l'année à Bruxelles, puis s'installèrent en Italie, étudiant à Bologne (1628) et Padoue (1629). La maladie du frère qui progresse les force à nouveau à rentrer au pays en 1629.
Il est envoyé au parlement en 1631 et en juillet de la même année, reçoit le titre de secrétaire royal. En même temps, il est employé pour organiser les archives de la République. Il participa à l'élection royale de 1632 et en tant que membre du parlement au couronnement de 1633. Il participe à la préparation de la guerre contre la Russie. En janvier 1635, il est envoyé à Moscou pour prêter serment à Michel Ier.
Il est nommé maréchal de la cour de Lituanie en mai 1637, et participe à la diète de 1637. Le 6 mars 1645, il est nommé vice chancelier de Lituanie et participe à la diète de 1647. En 1648 il est nommé comme l'un des quatre exécuteurs testamentaires de Ladislas IV Vasa. Lors de l'élection suivante, il soutient d'abord la candidature de Charles Ferdinand Vasa, puis celle de son frère Jean II Casimir Vasa.
Dans les années 1648 à 1651 il reste dans l'entourage du roi et participe à la bataille de Zborów (en) et à la bataille de Berestechko. Il est en conflit permanent avec Janusz Radziwiłł qui espère récupérer le titre de grand hetman de Lituanie. À l'automne de 1655, il coordonne les actions de la noblesse fuyant les Russes et les Suédois.
En raison de son état de santé, il est contraint de diminuer progressivement ses activités, mais ce n'est qu'après la défaite de Wierzchowicz en novembre 1655 qu'il accepte la protection suédoise. Il est l'un des partisans de la Confédération de Tyszowce en 1655. Au début de 1656, il est envoyé par Jan II Casilmir pour négocier la paix avec le tsar Alexis.
Il meurt à Brześć Litewski, le 19 janvier 1656.

## Mariage
Vers 1639, Kazimierz Lew Sapieha épouse Teodora Krystyna Tarnowska (1625–1652), fille de Joachim Tarnowski (pl).

## Sources
- Notices d'autorité :   - VIAF
  - ISNI
  - IdRef
  - LCCN
  - GND
  - Belgique
  - Pologne
  - NUKAT
  - Lettonie
  - WorldCat

- (pl) Cet article est partiellement ou en totalité issu de l’article de Wikipédia en polonais intitulé « Kazimierz Lew Sapieha » (voir la liste des auteurs).